# Viridispora diparietispora
Viridispora diparietispora är en svampart som först beskrevs av J.H. Mill., Giddens & A.A. Foster, och fick sitt nu gällande namn av Samuels & Rossman 1999. Viridispora diparietispora ingår i släktet Viridispora och familjen Nectriaceae.   Inga underarter finns listade i Catalogue of Life.